# Kismarton
Kismarton (németül: Eisenstadt, horvátul: Željezno) város Ausztriában, Burgenland tartomány székhelye, a Fertő-tó nyugati peremén, a magyar határ közelében fekszik. Történelme, kulturális öröksége és földrajzi elhelyezkedése révén a térség egyik legjelentősebb városa. A Lajta-hegység lábánál elterülő város kellemes éghajlata és termékeny szőlőhegyei turisztikai szempontból is kiemelkedővé teszi. A városmagban álló barokk Esterházy-kastély a város legismertebb műemléke, mely a 17. századtól a magyar Esterházy család rezidenciája volt. E nemesi család révén a város a barokk kultúra és zene egyik közép-európai központjává vált.
Különösen jelentős volt Kismarton szerepe a zenetörténetben: itt élt és dolgozott Joseph Haydn, a híres zeneszerző, akinek emlékét múzeum, mauzóleum és számos koncert rendezvény őrzi. A város sokáig a Magyar Királyság része volt, ám az 1920-as trianoni békeszerződés után Ausztriához csatolták. 1921 óta Burgenland székhelyeként fontos közigazgatási, gazdasági és kulturális funkciókat lát el. Bár közigazgatásilag Ausztriához tartozik, történelmi és kulturális szálai továbbra is szorosan kötődnek Magyarországhoz, különösen a soproni és mosoni térségekhez.

## Nevének eredete
Nevét egykori templomának védőszentjéről kapta. Előtagja a délnyugatra levő Nagymartontól (németül Mattersburg) különbözteti meg. Német és horvát neve vasvárost jelent. A hagyomány szerint lakói várának erős falairól kezdték a várat, majd a települést "Eherne" vagy "Eiserne (aza vasból való) néven hívni. Ebből alakult ki a város mai német neve.

## Fekvése
Bécstől 60 km-re délkeletre, Soprontól 22 km-re északra, Bécsújhelytől 30 km-re keletre, a Lajta-hegység déli lábánál a Vulka völgyében fekszik. A 20. század folyamán Alsókismartonhegy, Felsőkismartonhegy, Kishöflány, Kismartonváralja és Lajtaszentgyörgy településeket csatolták hozzá.
Bécsből az A3-as autópályán, míg Felsőpulya és Kőszeg felől az S31-es gyorsforgalmi úton érhető el. Az S31-es autóút délről elkerüli a várost, tehermentesítve azt az átmenő forgalomtól. Több főút találkozik a város területén, így a B16, B50 és B59-es főutak. A város az egyvágányú, 2009-ben villamosított Pándorfalu–Vulkapordány-vasútvonal mentén fekszik (ÖBB) és ütemes menetrendben közlekedő vonatok kötik össze Béccsel.

## Története

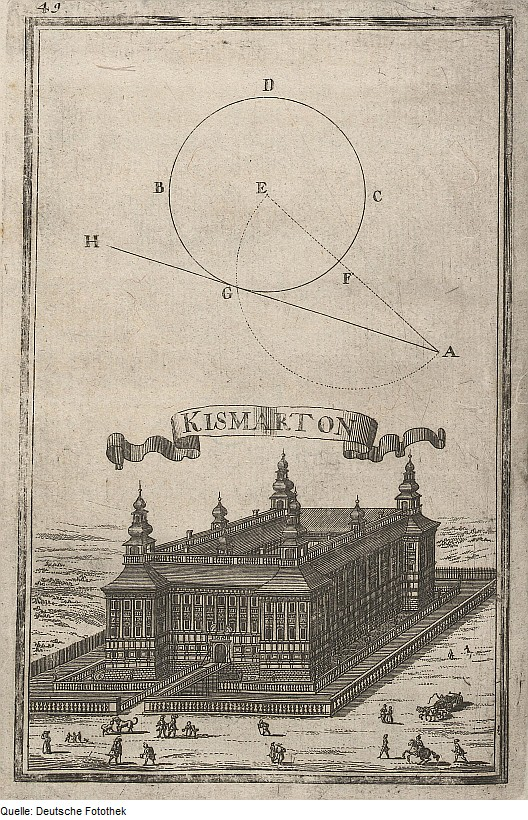
Kismarton 1698-ban

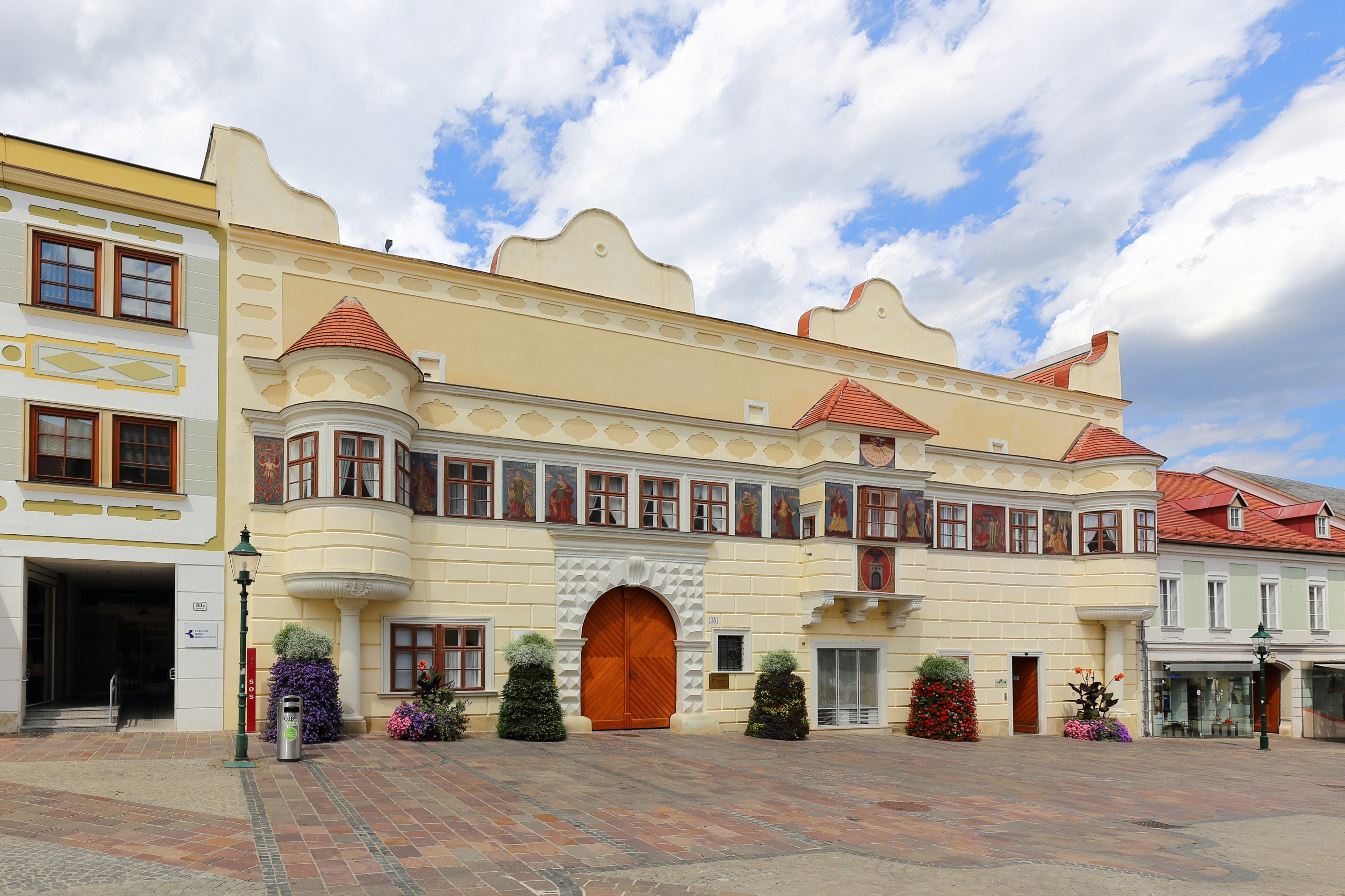
A kismartoni Városháza

Területe már ősidők óta lakott, határában őskori barlanglakások voltak. A Burgstallon a hallstatt korban település állt. A római korból település és egy 5. századi gót temető került elő. A római település a mai laktanyánál feküdt, ahol számos figyelemre méltó leletet találtak. A Karoling-korban bajor település volt itt, a hallstatt-kori település helyén pedig a kora középkorban földvár állt. Ez 1118-ban „castrum ferreum” néven szerepel az évkönyvekben, amikor III. Lipót babenbergi őrgróf csapatai lerombolták. A település egykori vaslelőhely és vaskereskedelmi központ. A 12. században az óbudai káptalan birtokában volt, majd tőlük vette meg III. Béla király. Imre király 1202-ben Korláth Benedek vajdának ajándékozta.  II. András király Korláthot száműzte és a város újra királyi kézbe került. 1241-ben a tatárok pusztították el.
Írott forrásban 1264-ben „Capella Sancti Martini” néven egy Szent Márton tiszteletére szentelt kápolnájával kapcsolatban említik először. Később németül „Mertesdorff”nak is hívták, de akkoriban még jelentéktelen falu volt ahol a kápolnán kívül csak néhány ház állt. A középkorban „Mortunzzabou (1296), Zabemortun (1300) Zabamartum (1371)” is volt a neve. A „Zaba”, „Zabou” előnév arra enged következtetni, hogy a település már ekkor rendelkezett bizonyos szabadságjogokkal. A 13. század végétől a 14. század közepéig a Gutkeled nemzetség birtoka. 1371-ben kiépült a várost övező védőfal, I. Lajos királynak ez évben kelt oklevele szerint a település Szarvkő várának tartozéka, a Kanizsai család birtoka. 1388 és 1392 között ők építtettek várat a mai kastély helyén, amely egyszersmind későbbi fejlődését is elősegítette. A hagyomány szerint lakói várának erős falairól kezdték a várat, majd a települést „Eherne” vagy „Eiserne” (azaz vasból való) néven hívni. Ebből alakult ki a város mai német neve.
1373-ban Nagy Lajostól mezővárosi, 1388-ban Luxemburgi Zsigmondtól vásártartási jogot kapott. A 15. században a Kanizsaiak ferences szerzeteseket hívtak ide, aki felépítették Szent János evangélista tiszteletére szentelt gótikus templomukat. 1405-ben Vilmos osztrák herceg foglalta el. 1440-ben Albert osztrák hercegnek zálogosították el. 1464-ben Mátyás lemondott róla III. Frigyes javára a korona fejében. Frigyes az akkor Ausztriában virágzó Szent György-rend lovagjainak ajándékozta. 1482-ben Mátyás haddal foglalta vissza, majd 1490-ben I. Miksa német-római császár ismét elfoglalta és csak 1622-ben került vissza Magyarországhoz. Közben osztrák nemes családok zálogbirtoka volt.
1529-ben és 1532-ben feldúlta a Bécs falai ellen vonuló török had. Ezt követően falait megerősítették és bástyákkal látták el. A 16. század közepén lakóinak nagy része a reformáció hatására evangélikus lett. 1585-ben az ellenreformáció hatására lakói újra katolikusok lettek. 1589-ben tűzvész pusztította. 1622-ben Fraknó várával együtt császári adományként Eszterházy Miklós kapta meg. Ezután több mint 300 évig a család birtoka volt. 1648-ban 16 000 arany és 3000 mérő bor ellenében megváltotta szabadságát és szabad királyi város lett. 1671-ben az Alsóhegyen zsidó telep létesült, amely önálló községet alkotott. 1683-ban Kismartont a Bécs ellen vonuló török támadta meg. 1674-ben felépült a város első kórháza, 1701-ben pedig a Hegyi templom. A hercegi család hívására számos hivatalnok és művész telepedett le itt megalapítva Felsőhegy községet.
1704-ben falai alatt szenvedett vereséget Károlyi Sándor kuruc serege a császáriaktól. 1713-ban pestisjárvány dúlt, amelynek számos lakos esett áldozatul, köztük Esterházy Pál herceg is. 1768-ban és 1776-ban tűzvész pusztított, amelyek után az egész városközpontot újjáépítették. Lényegében ekkor alakult ki a mai belváros képe. A virágzó polgári kultúra tükröződött a többemeletes épületek megjelenésében. Részben még késő gótikus boltozatok és a barokk homlokzatok formájában. De középkori elemek is megfigyelhetők, a városfal és a lőportorony esetében.
1761-ben lett Joseph Haydn az Esterházyak udvari zenekarának vezető helyettese. Ideérkezése Kismartont az európai zenekultúra egyik központjává tette. A város  I. és II. Miklós hercegek alatt élte virágkorát. 1809-ben francia seregek szállták meg. A virágzásnak 1813-ban lett vége, amikor a hercegi udvar súlyos adósságai miatt takarékossági intézkedésekre kényszerült. A híres énekkart feloszlatták és a fényes hercegi udvartartást is fel kellett adni. 1853-ban a város szélén felépült a kadétiskola. 1876-ban a magyar alkotmányreform során Kismarton elveszítette szabad királyi városi státusát és Sopron vármegye része lett. 1897. december 18-án megépült a vasúti összeköttetés Sopron és Pozsony irányában.
1910-ben 3073 lakosából 2074 német, 834 magyar és 101 horvát volt. A trianoni békeszerződésig Sopron vármegye Kismartoni járásának székhelye volt.
1921-től Ausztria része, 1925. október 19-től Burgenland tartomány székhelye (előtte átmenetileg Savanyúkút/Bad Sauerbrunn volt a székhely). A város a tartományi székhely alkotmányos rangját azonban csak 1981-ben kapta meg. 1944. május 10-én súlyos bombatámadás érte, majd 1945-ben a Vörös Hadsereg egységei szállták meg. A szovjetek csak 1955-ben az osztrák államszerződés aláírása után távoztak. 1960-tól Kismarton katolikus püspökség és evangélikus szuperintendátus székhelye lett. A fejlődéssel együtt városképe fokozatosan változik. 2001-ben 11 334 lakosából 9960 német, 533 horvát, 373 magyar, 44 szlovák, 25 cseh, 17 szlovén volt.

## Nevezetességei

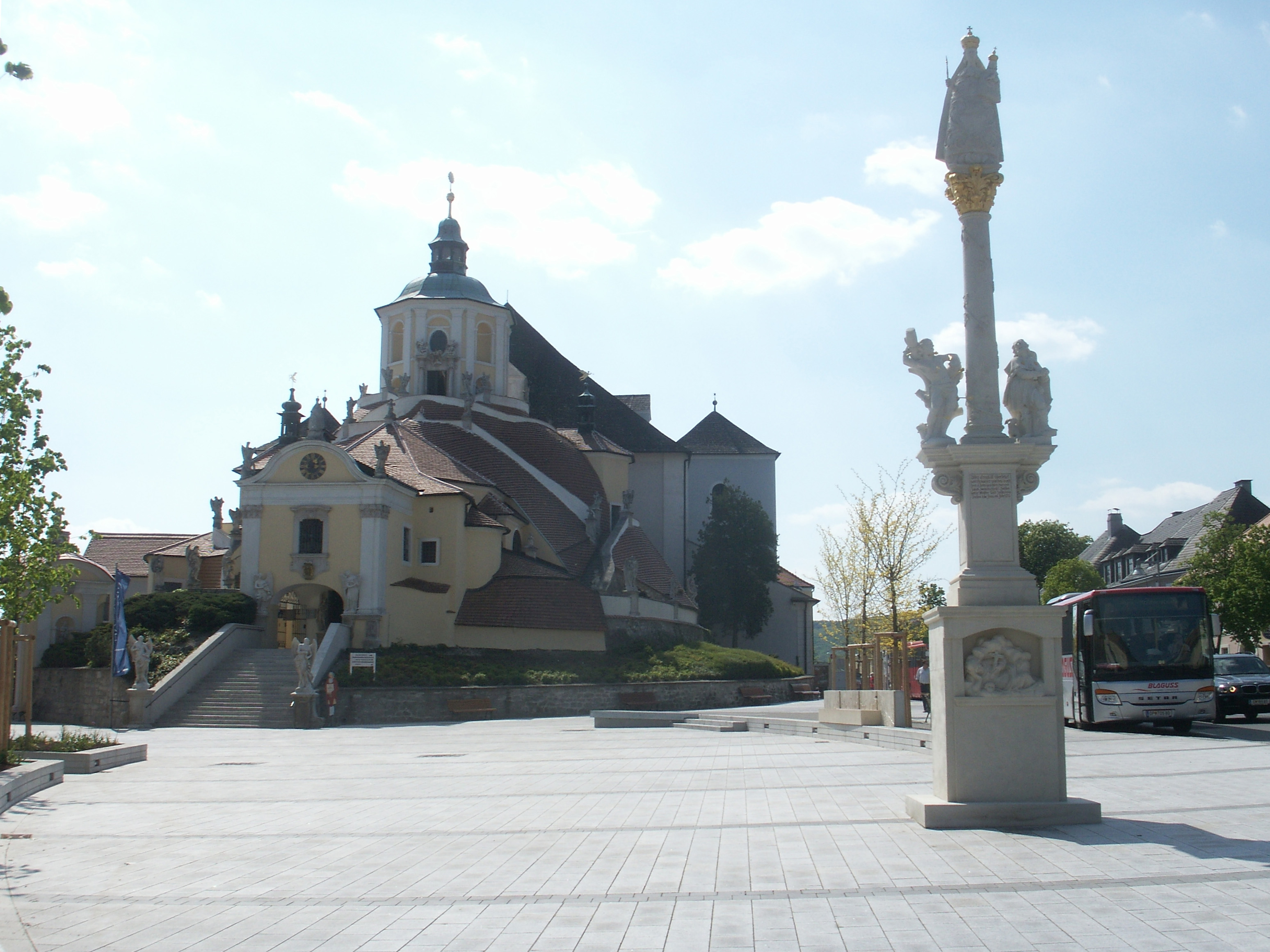
A Hegytemplom

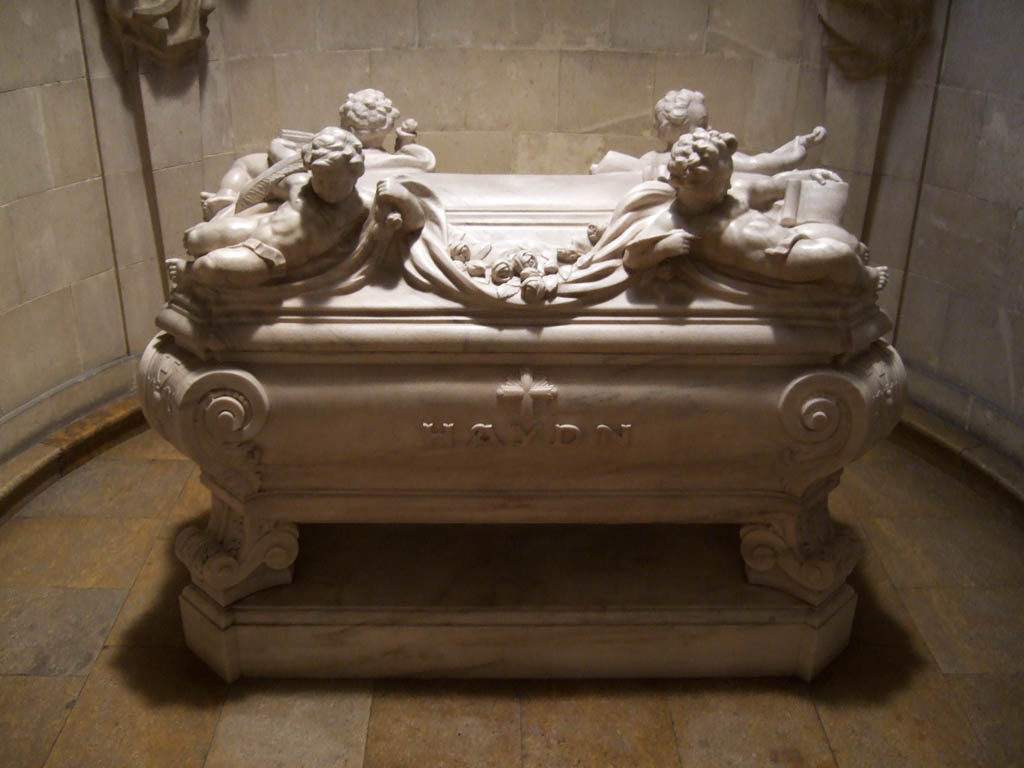
Haydn sírja

- Az Esterházy-kastély 1388 és 1392 között épült vízivárnak, 1663 és 1672 közt kastéllyá építették ki, kerti szárnya 1794 és 1805 között épült át. A kastélyba építették be a kontinens első felvonóját, amit Angliából hozott Eszterházy.[3]

A kastély kápolnájának kegyszobra a boldogasszonyi kegytemplom szobrának másolata.
- A Haydn-házban élt 1766 és 1778 között Joseph Haydn, ma múzeum.
- Ferences temploma és kolostora 1629-ben épült a régi helyén. Az építés előzménye gróf Esterházy Miklós fogadalma, aki a lakompaki csata előtt megfogadta, hogy ha megmenekül a csatában Szent Mihály tiszteletére templomot és kolostort épít ide. A templomban helyezte el azt a kegyképet, amelyet egy ferences barát hozott Itáliából. Az egykorú beszámolók szerint a kegykép előtt számos csoda történt és híres zarándokhely lett. A templom 1768-ban leégett, de 1772-re újjáépítették. A kolostorban sírboltban nyugszanak az Esterházy család tagjai.
- A Szent Márton-dóm elődje a 13. században épült, a mai formájában 1460-ban kezdték el építeni és 1522-ben fejezték be. 1589-ben leégett, 1610 és 1629 között barokk stílusban építették újjá. 1904-ben neogótikus stílusban helyreállították. Kora barokk stallumai a hagyomány szerint a győri székesegyházból valók
- A Hegytemplom (Bergkirche) legrégibb része az a kápolnarendszer, amit Nierinck Felix ferences szerzetes építtetett Esterházy Pál herceg megbízásából 1701 és 1711 között. A folyosókkal összekötött kápolnákban életnagyságú szobrok jelenítik meg Krisztus szenvedéseit. A Hegytemplom központi részét a Sarlós-Boldogasszony templomot 1803-ban építették. A templomból nyíló 1923-ban épített mauzóleumban van eltemetve Joseph Haydn zeneszerző.
- Az irgalmas rendiek temploma 1739-ben épült.
- A Szent Antal-kápolna 1700-ban épült, 1900-ban neogótikus stílusban építették át.

## Képgaléria

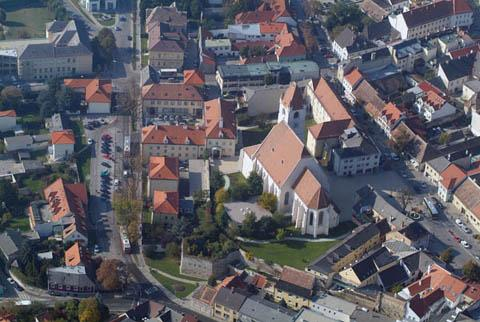
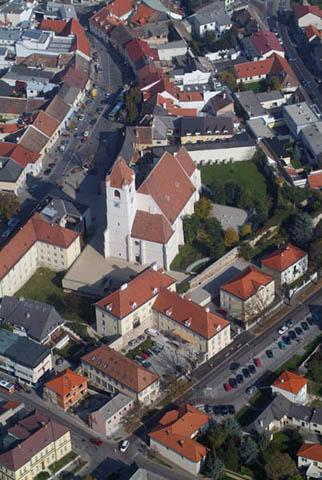
Légi felvételek
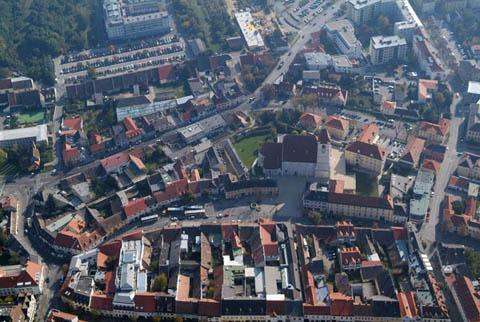

## Híres emberek

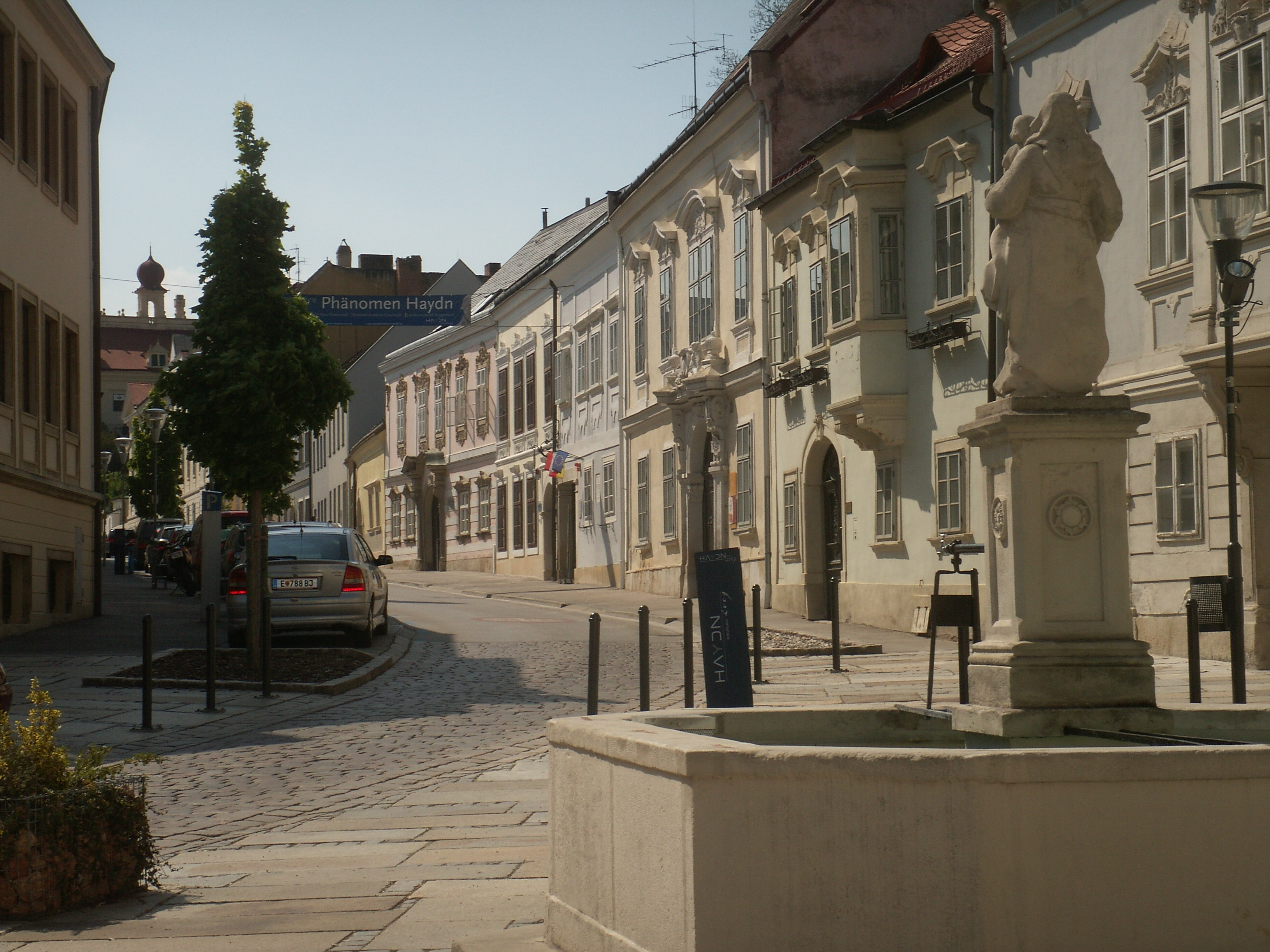
A Haydn utca (Haydngasse)

- Itt alkotott Haydn 1761 és 1790 között.
- Itt született 1572. február 22-én gr. Siegfried Kollonich császári generális, Alsó-, majd Felső-Magyarország főkapitánya,
- Itt született 1635. szeptember 7-én és itt hunyt el 1713. március 26-án Esterházy Pál herceg, Magyarország nádora.
- Itt hunyt el 1682. március 31-én Esterházy Orsolya, Esterházy Pál nádor első felesége
- Itt született 1725-ben Berlin Jesája ben Júda talmud tudós, breslaui főrabbi.
- Itt született 1758. április 12-én Eötvös Pál író.
- Itt született 1766. március 28-án Weigl József zeneszerző.
- Itt született 1778-ban a hiénc származású Josef Semmelweis († Buda, 1846-ban), Semmelweis Ignác orvosnak, az Anyák megmentőjének édesapja.
- Itt született 1796. május 7-én Packh János építész.
- Itt született 1806. június 21-én Paur Iván levéltárnok, régész, történész, epigráfus.
- Itt született 1821. február 20-án Storno Ferenc festőművész, építőművész, restaurátor, műgyűjtő.
- Itt született 1832. június 1-jén Markó Ferenc festőművész Markó Károly fia.
- Itt született 1843-ban Gisser Gyula testnevelő tanár, uszodatulajdonos, "a nyitrai sport atyja".
- Itt született 1892. május 27-én Vitéz Kisbarnaki Farkas Ferenc vezérezredes katonatiszt és cserkészvezető.
- Itt született 1893-ban Ambrosi Gustinus szobrász, költő.
- Itt hunyt el 1853-ban Albach József Szaniszló ferences szerzetes, hitszónok, Kossuth Lajos lelkes híve.

## Testvérvárosai
- Bad Kissingen, Németország
- Colmar, Franciaország
- Lignano, Olaszország
- Szanuki, Japán
- Sopron, Magyarország (2002)